# Aleksandr Dzassókhov
Aleksandr Dzassókhov (en rus Александр Сергеевич Дзасохов) és un polític nascut el 3 d'abril de 1934 a Vladikavkaz, que va ser president d'Ossètia del Nord del 18 de gener de 1998 fins al 31 de maig de 2005. A principis dels anys noranta havia estat diputat de la Duma russa. Durant el seu mandat es va produir la presa d'ostatges de Beslan, la gestió de la qual li va suposar moltes crítiques fins que va dimitir. El va succeir en el càrrec Taimuraz Màmsurov.